# Triceratops (Band)
Triceratops (japanisch トライセラトップス Toraiseratoppusu) ist eine japanische Rockband. Der Name leitet sich von dem gleichnamigen Dinosaurier ab, dessen drei Hörner äquivalent für die Anzahl der Bandmitglieder stehen.

## Geschichte
In ihrer Eigendarstellung präsentiert sich Triceratops vergleichsweise sparsam: Die Rubrik Bio auf der bandeigenen Website verrät lediglich einige wenige persönliche Details zu den drei Gründern, die bis heute aktive Mitglieder sind.
Schlagzeuger Yoshifumi Yoshida (jap. 吉田 佳史, * 1970) stammt aus Nagoya und hat Blutgruppe A wie auch Bassist Kōji Hayashi (jap. 林 幸治, * 1976), der ebenso aus Tokio stammt wie Shō Wada (jap. 和田 唱, Blutgruppe 0, * 1975).
Die erste Single-Veröffentlichung (Raspberry) erfolgte 1997, die Bandgründung ein Jahr zuvor. In Europa und den Vereinigten Staaten sind Triceratops faktisch unbekannt, in ihrer japanischen Heimat zählten sie zwischenzeitlich zu Verkaufsgaranten aus Sicht der Plattenfirmen. So erschien bereits zur Tour zum dritten Album eine Live-DVD (Live! "A Film about the Blues" Tour) und nach vier Alben erschien mit Triceratops Greatest 1997-2001 die erste Best-of-Kompilation, denen jeweils weitere vergleichbare Releases folgten. Im Jahr 2009 gehörte die Band u. a. zum Line-up des Festivals Rock In Japan.

## Stil
Die Gruppe verwendet in ihren Songs vor allem Pop- und Softrock-Elemente. Ihre Texte sind meist in japanischer Sprache, viele Songnamen auf Englisch. Musikalische Vorbilder bzw. Einflüsse des Trios sind die Beatles wie auch die Rolling Stones sowie jüngere Künstler wie Mr. Big, U2 und Radiohead.
Sichtbar wird der Respekt, der insbesondere den Beatles und den Rolling Stones entgegengebracht wird, auch daran, dass Triceratops auf Konzerten Stücke der Vorbilder in ihren Set einbauen. Auf der Tour zum 15-jährigen Bandjubiläum wurde das Konzert in der Hibiya Music Bowl mitgeschnitten und später auf DVD veröffentlicht. Vorführungen fanden dazu auch in Kinos statt.

## Diskografie

### Alben
| Jahr | Titel                                                      | Höchstplatzierung, Gesamtwochen, AuszeichnungChartsChartplatzierungen (Jahr, Titel, Platzierungen, Wochen, Auszeichnungen, Anmerkungen) | Anmerkungen                                    |
| Jahr | Titel                                                      | JP | Anmerkungen                                    |
| ---- | ---------------------------------------------------------- | --- | ---------------------------------------------- |
| 1997 | Triceratops                                                | — | Erstveröffentlichung: 25. Mai 1997 Independent |
| 1998 | Triceratops                                                | JP40 (5 Wo.)JP | Erstveröffentlichung: 21. März 1998            |
| 1998 | The Great Skeleton’s Music Guide Book                      | JP15 Gold · (16 Wo.)JP | Erstveröffentlichung: 2. Dezember 1998         |
| 1999 | A Film about the Blues                                     | JP5 Gold · (11 Wo.)JP | Erstveröffentlichung: 3. November 1999         |
| 2001 | King of the Jungle                                         | JP11 (3 Wo.)JP | Erstveröffentlichung: 21. Februar 2001         |
| 2002 | Dawn World                                                 | JP17 (2 Wo.)JP | Erstveröffentlichung: 9. Oktober 2002          |
| 2003 | Triceratops Greatest 1997–2001                             | JP29 (4 Wo.)JP | Erstveröffentlichung: 22. Januar 2003          |
| 2004 | Licks and Rocks                                            | JP20 (5 Wo.)JP | Erstveröffentlichung: 18. Februar 2004         |
| 2005 | The 7th Voyage of Triceratops                              | JP45 (3 Wo.)JP | Erstveröffentlichung: 2. März 2005             |
| 2006 | Level 32                                                   | JP30 (3 Wo.)JP | Erstveröffentlichung: 11. Januar 2006          |
| 2007 | Don’t Stop the Noise! The Best Singles & B-Sides 1997–2007 | JP50 (3 Wo.)JP | Erstveröffentlichung: 25. Juli 2007            |
| 2008 | Shake Your Hip!!                                           | JP69 (2 Wo.)JP | Erstveröffentlichung: 20. Februar 2008         |
| 2008 | Made in Love                                               | JP20 (4 Wo.)JP | Erstveröffentlichung: 8. Oktober 2008          |
| 2010 | We Are One                                                 | JP27 (3 Wo.)JP | Erstveröffentlichung: 8. September 2010        |
| 2010 | We Are One -Certificate-                                   | JP203 (1 Wo.)JP | Erstveröffentlichung: 29. Dezember 2010        |
| 2011 | Love is Live                                               | JP59 (2 Wo.)JP | Erstveröffentlichung: 21. Dezember 2011        |
| 2012 | Dinosoul -Best of Triceratops-                             | JP45 (2 Wo.)JP | Erstveröffentlichung: 18. Juli 2012            |
| 2014 | Songs for the Starlight                                    | JP25 (5 Wo.)JP | Erstveröffentlichung: 10. Dezember 2014        |
| 2022 | Unite / Divide                                             | JP27 (2 Wo.)JP | Erstveröffentlichung: 20. April 2022           |

### Singles
| Jahr | Titel Album                                                         | Höchstplatzierung, Gesamtwochen, AuszeichnungChartsChartplatzierungen (Jahr, Titel, Album, Platzierungen, Wochen, Auszeichnungen, Anmerkungen) | Anmerkungen                              |
| Jahr | Titel Album                                                         | JP | Anmerkungen                              |
| ---- | ------------------------------------------------------------------- | --- | ---------------------------------------- |
| 1997 | Raspberry –                                                         | — | Erstveröffentlichung: 21. Juli 1997      |
| 1997 | Kanojo no Shinion (彼女のシニヨン) –                                | — | Erstveröffentlichung: 22. Oktober 1997   |
| 1998 | Rocket ni Notte (ロケットに乗って) Get on the Rocket –              | — | Erstveröffentlichung: 21. Januar 1998    |
| 1998 | Mascara & Mascaras (マスカラ&マスカラス) Masukara ando Masukarasu – | — | Erstveröffentlichung: 15. Juli 1998      |
| 1998 | Gothic Ring (ゴシックリング) Goshikku Ringu –                       | JP46 (2 Wo.)JP | Erstveröffentlichung: 7. Oktober 1998    |
| 1998 | Fever –                                                             | — | Erstveröffentlichung: 21. November 1998  |
| 1999 | Guatemala –                                                         | — | Erstveröffentlichung: 24. Februar 1999   |
| 1999 | Going to the Moon –                                                 | JP5 Gold · (8 Wo.)JP | Erstveröffentlichung: 19. Mai 1999       |
| 1999 | If –                                                                | JP12 (5 Wo.)JP | Erstveröffentlichung: 9. August 1999     |
| 1999 | Second Coming –                                                     | JP20 (2 Wo.)JP | Erstveröffentlichung: 20. Oktober 1999   |
| 1999 | Universe –                                                          | — | Erstveröffentlichung: 8. Dezember 1999   |
| 2000 | Groove Walk –                                                       | JP19 (3 Wo.)JP | Erstveröffentlichung: 21. Juni 2000      |
| 2000 | Fall Again –                                                        | JP15 (4 Wo.)JP | Erstveröffentlichung: 25. Oktober 2000   |
| 2001 | Believe the Light –                                                 | JP14 (4 Wo.)JP | Erstveröffentlichung: 4. Juli 2001       |
| 2002 | 2020 –                                                              | JP24 (2 Wo.)JP | Erstveröffentlichung: 1. Mai 2002        |
| 2002 | Fly Away –                                                          | JP26 (2 Wo.)JP | Erstveröffentlichung: 31. Juli 2002      |
| 2003 | Tattoo –                                                            | — | Erstveröffentlichung: 19. November 2003  |
| 2004 | Rock Music / Red Go-Kart –                                          | JP44 (3 Wo.)JP | Erstveröffentlichung: 28. Januar 2004    |
| 2004 | Jewel –                                                             | JP39 (3 Wo.)JP | Erstveröffentlichung: 20. Oktober 2004   |
| 2005 | The Captain –                                                       | JP50 (2 Wo.)JP | Erstveröffentlichung: 26. Januar 2005    |
| 2006 | Transformer (トランスフォーマー) Toransufōmaa –                     | JP55 (3 Wo.)JP | Erstveröffentlichung: 22. März 2006      |
| 2006 | 33 –                                                                | JP72 (2 Wo.)JP | Erstveröffentlichung: 21. Juni 2006      |
| 2006 | Bokura no Ippo (僕らの一歩) Our Step –                              | JP62 (2 Wo.)JP | Erstveröffentlichung: 21. September 2006 |
| 2008 | Future Folder –                                                     | JP34 (3 Wo.)JP | Erstveröffentlichung: 2. Juli 2008       |
| 2008 | Loony’s Anthem –                                                    | JP35 (2 Wo.)JP | Erstveröffentlichung: 3. September 2008  |
| 2009 | I Go Wild –                                                         | JP45 (2 Wo.)JP | Erstveröffentlichung: 7. Oktober 2009    |
| 2009 | 爆音Time ～No Music, No Life.～ –                                   | JP27 (2 Wo.)JP | Erstveröffentlichung: 16. Dezember 2009  |
| 2015 | Shout! –                                                            | JP121 (1 Wo.)JP | Erstveröffentlichung: 25. November 2015  |
| 2018 | Glitter / Miracle –                                                 | JP91 (1 Wo.)JP | Erstveröffentlichung: 9. Mai 2018        |
| 2021 | Matrix Girl (マトリクスガール) –                                    | — | Erstveröffentlichung: 7. Juli 2021       |

### Videoalben
| Jahr | Titel                                                                                         | Höchstplatzierung, Gesamtwochen, AuszeichnungChartsChartplatzierungen (Jahr, Titel, Platzierungen, Wochen, Auszeichnungen, Anmerkungen) | Anmerkungen                             |
| Jahr | Titel                                                                                         | JP | Anmerkungen                             |
| ---- | --------------------------------------------------------------------------------------------- | --- | --------------------------------------- |
| 2000 | Live! "A Film about the Blues" Tour                                                           | — | Erstveröffentlichung: 21. Juni 2000     |
| 2001 | Triceratops Short Films II                                                                    | — | Erstveröffentlichung: 21. Februar 2001  |
| 2001 | Triceratops Short Films III                                                                   | — | Erstveröffentlichung: 21. Februar 2001  |
| 2001 | Mascara & Mascaras ~Triceratops Short Films~ (マスカラ&マスカラス～Triceratops Short Films～) | — | Erstveröffentlichung: 21. Februar 2001  |
| 2003 | Triceratops Greatest 1997–2001 Live History                                                   | — | Erstveröffentlichung: 22. Januar 2003   |
| 2006 | Live Warp!!!                                                                                  | JP109 (1 Wo.)JP | Erstveröffentlichung: 25. Januar 2008   |
| 2006 | Short Films IV                                                                                | JP68 (1 Wo.)JP | Erstveröffentlichung: 1. November 2008  |
| 2012 | Going to the Moon – 15th Anniversary Show at Hibaya Music Bowl                                | JP41 (1 Wo.)JP | Erstveröffentlichung: 12. Dezember 2012 |
| 2014 | 12 Bar "13"                                                                                   | JP62 (1 Wo.)JP | Erstveröffentlichung: 19. Februar 2014  |